# Concordia Sagittaria
Concordia Sagittaria (Standaardfriulisch: Concuardie; lokaal Friulisch: Cuncuardia) is een gemeente in de Italiaanse provincie Venetië (regio Veneto) en telt 10.542 inwoners (31-12-2013). De oppervlakte bedraagt 68,4 km², de bevolkingsdichtheid is 154 inwoners per km².
De volgende frazioni maken deel uit van de gemeente: Cavanella, Teson, San Giusto, Sindacale, Levada.

## Demografie
Concordia Sagittaria telt ongeveer 3819 huishoudens. Het aantal inwoners daalde in de periode 1991-2001 met 0,6% volgens cijfers uit de tienjaarlijkse volkstellingen van ISTAT.
| Jaar | Inwoneraantal |
| ---- | ------------- |
| 1991 | 10.558        |
| 2001 | 10.492        |

## Afbeeldingen

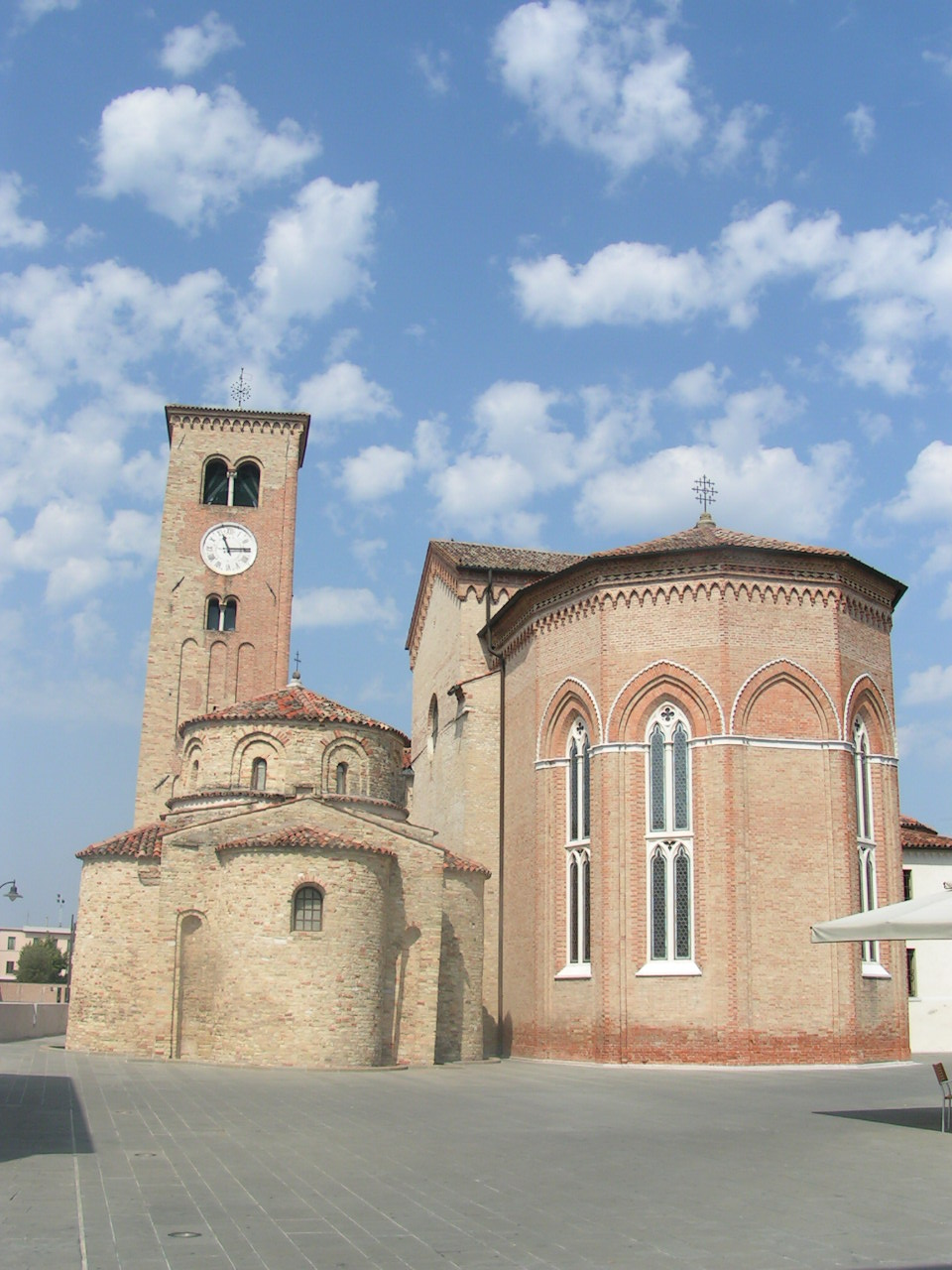
Kerk

## Geografie
De gemeente ligt op ongeveer 4 meter boven zeeniveau.
Concordia Sagittaria grenst aan de volgende gemeenten: Caorle, Portogruaro, Santo Stino di Livenza.